# Johann Philipp Fuchs von Dornheim

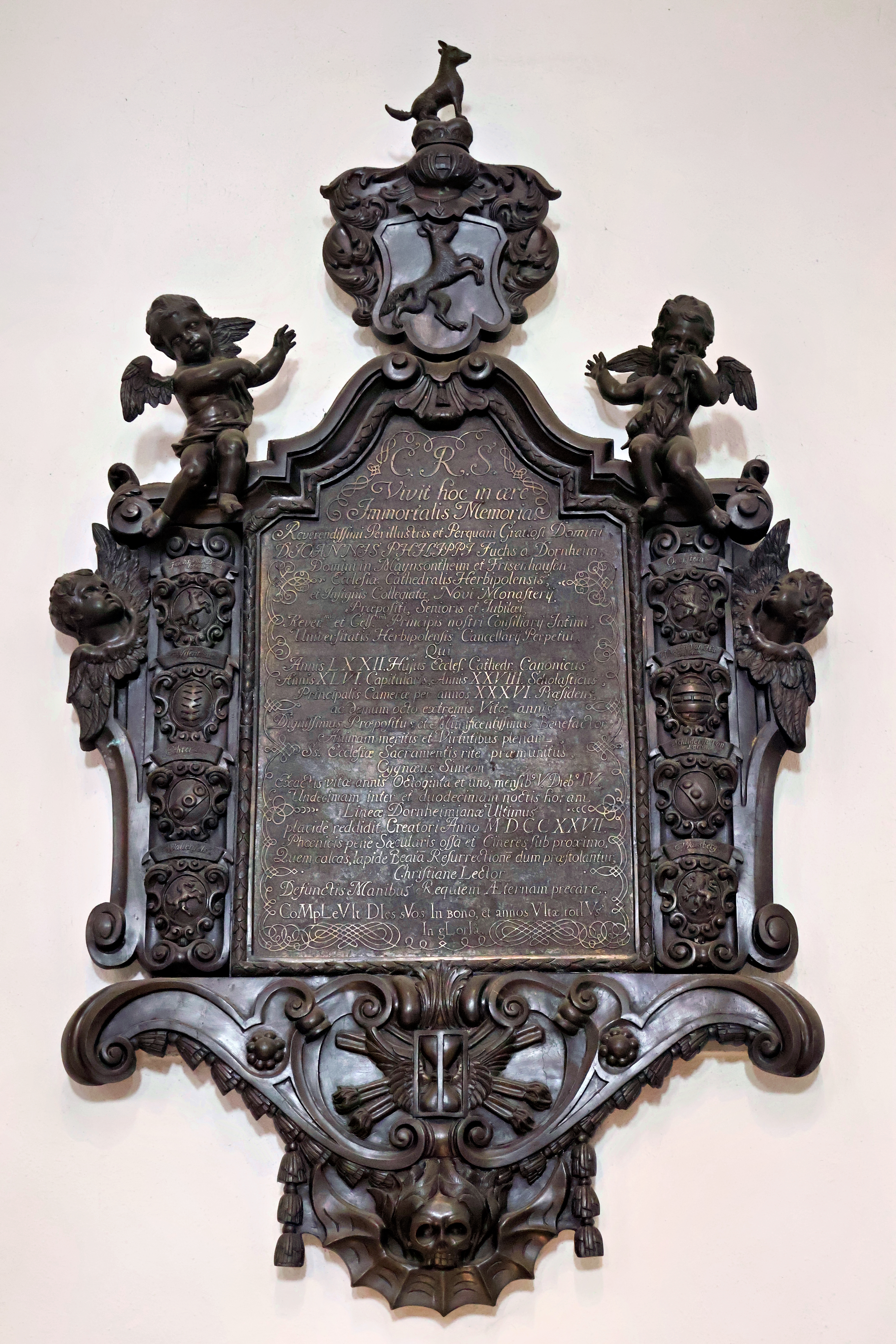
Bronzenes Epitaph im Seitenschiff des Würzburger Doms

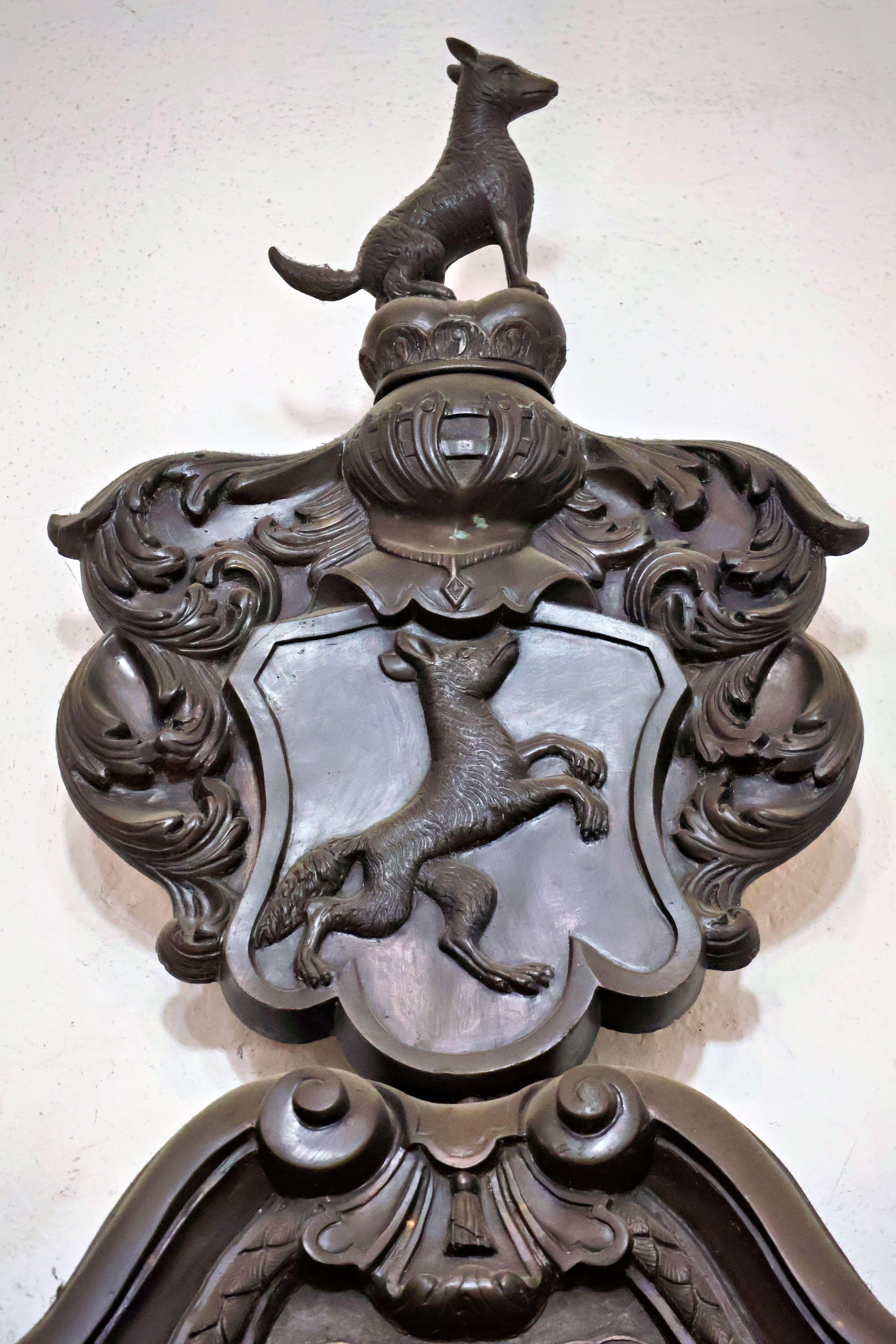
Wappendarstellung derer von Fuchs auf dem Epitaph

Johann Philipp Fuchs von Dornheim (* 16. Januar 1646; † 20. Juni 1727 in Würzburg) war Domherr in Bamberg und Dompropst im Bistum Würzburg.

## Leben

### Herkunft und Familie
Als Sohn von Julius Gottfried Fuchs von Dornheim und Anna Barbara von Oberstein entstammte Johann Philipp Fuchs von Dornheim dem uralten fränkischen Rittergeschlecht Fuchs.

### Werdegang und Wirken
Am 9. Juli 1655 wurde Johann Philipp Domherr in Würzburg und war im November 1659 an der Universität Würzburg immatrikuliert. 1681 zum Domkapitular ernannt, fiel seine Wahl zum Propst vom Stift Neumünster auf den 14. April 1687. In diesem Jahre erwarb er auch eine Präbende am Bamberger Dom.
1691 wurde er Würzburger Domscholaster und zugleich Präsident der Hofkammer und des Hofkriegsrates. Am 18. Dezember 1719 erfolgte die Ernennung zum Dompropst. In diesem Amt blieb er bis zu seinem Tode, mit dem die Adelslinie der Familie Fuchs von Dornheim im Mannesstamme erlosch.
Er fand seine letzte Ruhestätte im Dom zu Würzburg.
Sein Nachfolger war Friedrich Karl von Schönborn.

## Sonstiges
Johann Philipp förderte mit einer Stiftung von eintausend Talern den Neubau der Stiftskirche. Aus seinem Nachlass konnte das Stift viele Anschaffungen tätigen, so auch eine neue Orgel.